# Лысая гора (Саратов)
Лысая гора — жилой микрорайон, расположенный во Фрунзенском районе города Саратова.

## История

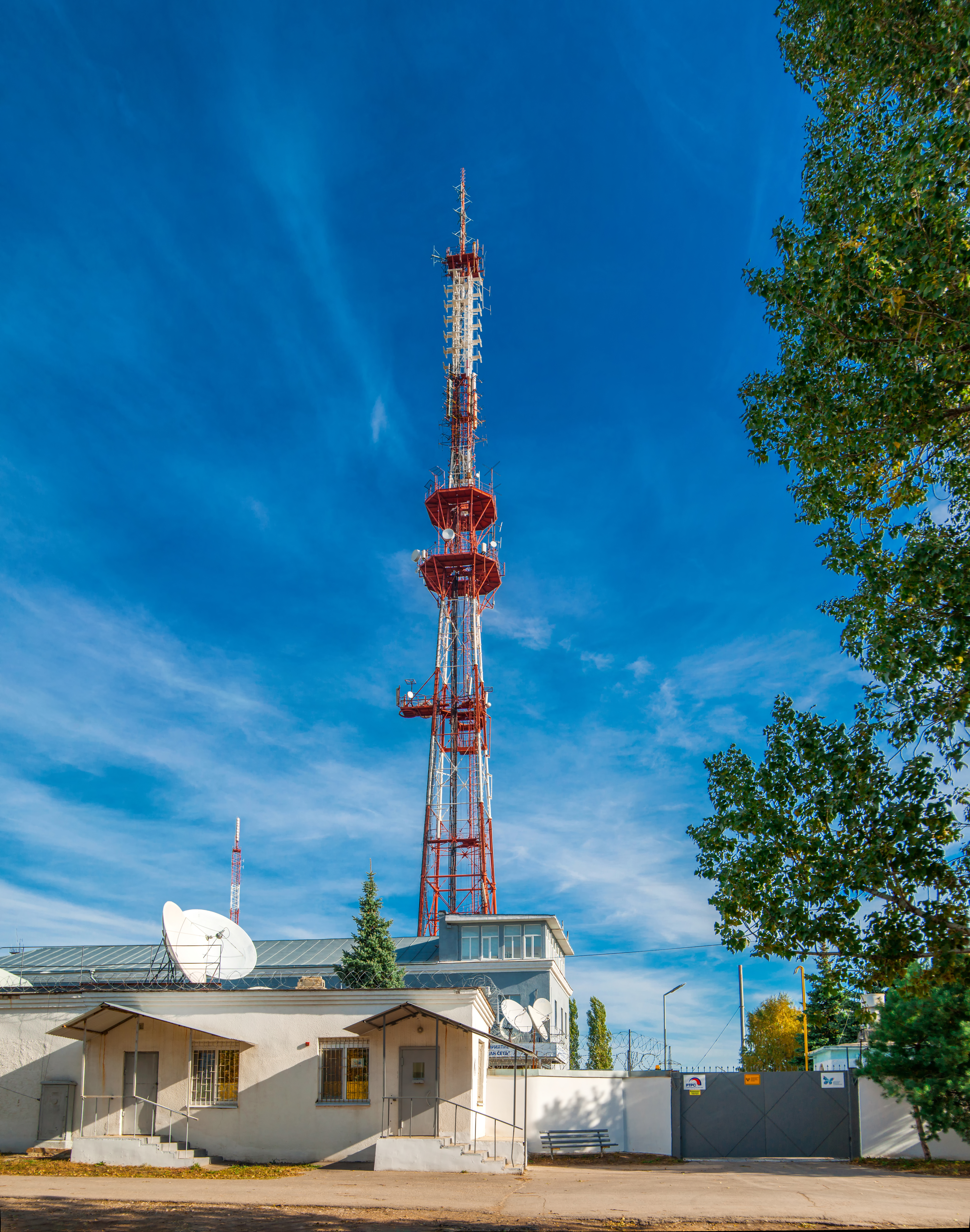
Радиотелевизионная башня Саратовского РТРС

Микрорайон расположен в западной части Фрунзенского района города Саратова на Лысогорском плато. Микрорайон назван в честь одноименной вершины Лысогорского плато, на склоне которой и расположен микрорайон.
Основание микрорайона связано с началом строительства Саратовского областного радиотелевизионного передающего центра в 1955 году. 1 мая 1957 года строительство телевизионной башни на Лысой Горе города Саратова было завершено. В это же время был построен основной жилой сектор микрорайона.
Ввиду особенностей географического положения микрорайона и нахождения его в оползнеопасной зоне отмечается его некоторая изолированность от инфраструктуры города — отсутствуют магазины, общественный транспорт, имеются проблемы с водоснабжением.
В настоящее время в границах микрорайона расположены улицы Лысая гора и 1-й Шелковичный проезд.

## Достопримечательности
- Высшая точка города Саратова (286 м.)
- В непосредственной близости от микрорайона, на склоне Лысой горы расположен Маастрихтский карьер — геологический памятник природы. В карьере были совершены уникальные палеонтологические находки. В данном карьере академиком А. Д. Архангельским производились изыскания по изучению верхнемеловых отложений[3].

## Значение
На территории микрорайона расположены:
- Саратовский областной радиотелевизионный передающий центр;
- Спортивная база «Динамо» УФСИН России по Саратовской области.